# Koporje

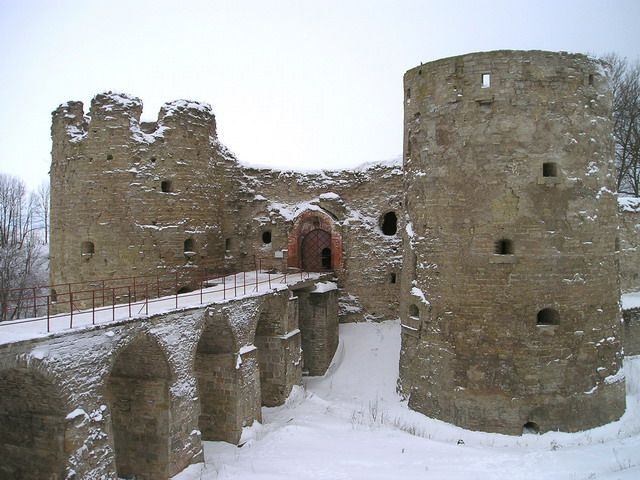
Ingången till fästningen Koporje.

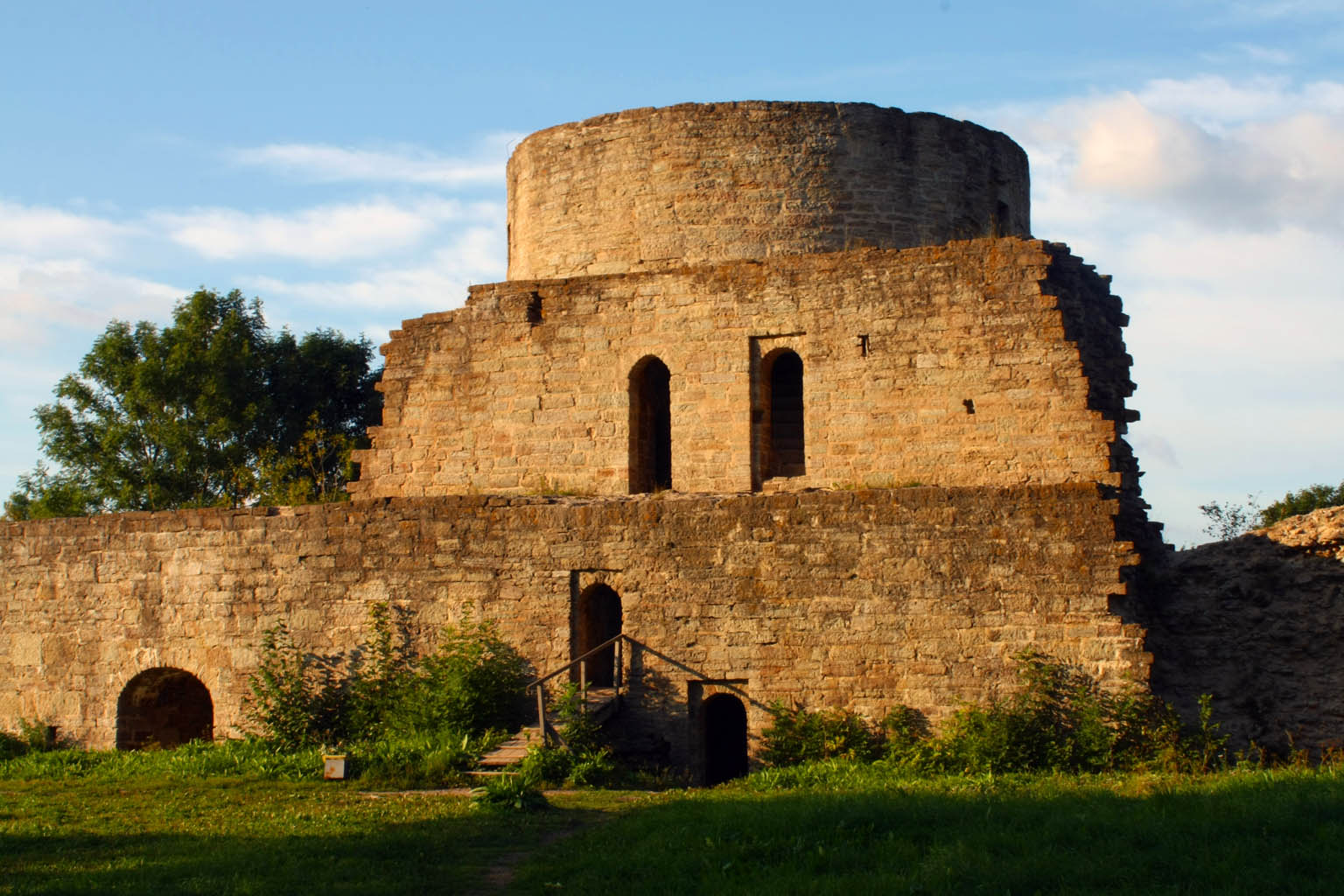
Kärntornet

Koporje (ryska: Копорье; finska: Kaprio; estniska: Kaporje) är en historisk by i Leningrad Oblast i Ryssland, som ligger 10 mil väster om Sankt Petersburg och 12 km söder om Koporjebukten i Finska viken. Där finns några av de mest imponerande medeltida ruinerna i Ryssland. 
Tyska ordensriddare byggde år 1240 en första fästning av trä på stranden av Koporjebukten, men den förstördes redan följande år av Alexander Nevskij. År 1280 byggde Alexanders son Dmitrij av Pereslavl en andra, murad fästning. Upprörda över furstens tilltag förstörde Novgorodborna fästningen två år senare. 
Svenska krigare utnyttjade det faktum att det inte fanns något fast försvar i området och ockuperade Narvaflodens stränder. Staden Novgorod såg sig därför tvungen att återuppföra fästningen år 1297. Koporje var den starkaste fästningen i området och stod emot ett stort antal belägringar under krigen mellan svenskar och novgoroder. 
Efter att Novgorod hade införlivats med storfurstendömet Moskva förstärktes fästningen och byggdes om så att den kunde stå emot kanoneld. De flesta bevarade byggnadsverken i fästningen härstammar från den perioden. Ryska trupper måste överge fästningen under det nordiska tjugofemårskriget men ryssarna återfick den i freden i Teusina 1595. 
Under den stora oredan angrep svenskarna Koporje med 2 500 man, tio gånger fler än försvararna. Den ryska garnisonen måste ge upp och Koporje förblev svenskt till år 1703. Under den svenska tiden var fästningen känd som Koporje eller Caporie och var länsresidens för Caporie län, en viktig del av det svenska Ingermanland. 
Med landhöjningen vid Finska viken förlorade platsen sin betydelse för sjöfarten. År 1703, under Stora nordiska kriget, återintog en stor rysk armé under general Boris Sjeremetev Koporje som försvarades av 80 svenska soldater ledda av kommendanten, kapten Vasilij Apolloff. Man kan ännu se stora bräscher i murarna efter det ryska anfallet. 
Trots de reparationer som gjordes på 1800-talet är fästningen alltjämt en ruin. Kristi förklarings kyrka från 1400-talet ligger också i ruiner. 
Porträttmålaren Orest Adamovitj Kiprensky (1782–1836) var född i Koporje.